# ینی‌کوی (یوسف‌علی)
ینی‌کوی (به ترکی استانبولی: Yeniköy) یک منطقهٔ مسکونی در ترکیه است که در یوسف‌علی واقع شده‌است. ینی‌کوی ۱۸۸ نفر جمعیت دارد.